# ETFA
ETFA (англ. Electron transfer flavoprotein alpha subunit) – білок, який кодується однойменним геном, розташованим у людей на короткому плечі 15-ї хромосоми.  Довжина поліпептидного ланцюга білка становить 333 амінокислот, а молекулярна маса — 35 080.
| 10         |  | 20         |  | 30         |  | 40         |  | 50         |
| ---------- |  | ---------- |  | ---------- |  | ---------- |  | ---------- |
| MFRAAAPGQL |  | RRAASLLRFQ |  | STLVIAEHAN |  | DSLAPITLNT |  | ITAATRLGGE |
| VSCLVAGTKC |  | DKVAQDLCKV |  | AGIAKVLVAQ |  | HDVYKGLLPE |  | ELTPLILATQ |
| KQFNYTHICA |  | GASAFGKNLL |  | PRVAAKLEVA |  | PISDIIAIKS |  | PDTFVRTIYA |
| GNALCTVKCD |  | EKVKVFSVRG |  | TSFDAAATSG |  | GSASSEKASS |  | TSPVEISEWL |
| DQKLTKSDRP |  | ELTGAKVVVS |  | GGRGLKSGEN |  | FKLLYDLADQ |  | LHAAVGASRA |
| AVDAGFVPND |  | MQVGQTGKIV |  | APELYIAVGI |  | SGAIQHLAGM |  | KDSKTIVAIN |
| KDPEAPIFQV |  | ADYGIVADLF |  | KVVPEMTEIL |  | KKK        |  |            |

A: Аланін

C: Цистеїн

D: Аспарагінова кислота

E: Глутамінова кислота

F: Фенілаланін

G: Гліцин

H: Гістидин

I: Ізолейцин

K: Лізин

L: Лейцин

M: Метіонін

N: Аспарагін

P: Пролін

Q: Глутамін

R: Аргінін

S: Серин

T: Треонін

V: Валін

W: Триптофан

Задіяний у таких біологічних процесах як транспорт, транспорт електронів. 
Білок має сайт для зв'язування з ФАД, флавопротеїном. 
Локалізований у мітохондрії.